# سیارک ۱۳۹۹۴
سیارک ۱۳۹۹۴ (به انگلیسی: 13994 Tuominen، نامگذاری:1993FA15) سیزده هزار و نهصد و نود و چهارمین سیارک کشف شده‌است که در ۱۷ مارس ۱۹۹۳ کشف شد.
قدر مطلق سیارک برابر ۱۴٫۰۰ است.